# Islands (Mike Oldfield)
Islands is het elfde studioalbum van Mike Oldfield.

## Inleiding
Na twee albums te hebben afgeleverd in 1984 (Discovery en The Killing Fields) werd het even stil rondom Mike Oldfield. Het album islands werd in Europa gestoken in een platenhoes waarop een afgezonderd eiland (vermoedelijk in de omgeving van Bali) is afgebeeld in een zee waarin allerlei handvormige schaduwen te zien zijn. De opnamen daarvan is afkomstig uit de videofilm (VHS en cd-video) die tegelijkertijd werd uitgebracht. De Amerikaanse versie kreeg een andere hoes en ook een andere trackvolgorde.
Naar eerder gebruik schakelde Oldfield een waslijst aan gastmusici in, maar dit werd hier aangevuld met waslijst aan muziekproducenten. Alle opnamen vonden plaats in het Franse Megève. Oldfield richtte het album ook in als bij eerdere albums; een track van een elpeekant lang, aangevuld met kortere nummers.

## Musici
- Mike Oldfield – alle muziekinstrumenten en zang behalve
- Micky Moody - elektrische gitaar
- Rick Fenn – akoestische en elektrische gitaar
- Phil Spalding – basgitaar
- Mickey Simmonds – toetsinstrumenten
- Anita Hegerland – zang (op The wind chimes, North Point, The time has come, When the night's on fire")
- Bonnie Tyler – zang (op "Islands")
- Kevin Ayers – zang (op Flying start)
- Max Bacon – zang (op Magic touch (Amerikaanse persing), achtergrondzang op Islands)
- Jim Price – zang (op Magic Touch (Europese persing))
- Mervyn Spence - (achtergrondzang op Magic Touch)
- Raphael Ravenscroft – saxofoon (op Islands)
- Andy Mackay - saxofoon, hobo
- Björn J:son Lindh – dwarsfluit (op The wind chimes)
- Simon Phillips – drumstel (op The wind chimes)
- Pierre Moerlen - drumstel, vibrafoon
- Tony Beard - drumstel
- Benoit Moerlen - vibrafoon, percussie

## Muziek
Alle muziek teksten geschreven door Oldfield

| Nr. | Titel                                                         | Duur  |
| --- | ------------------------------------------------------------- | ----- |
| 1.  | The wind chimes (part 1 and 2) (producer: Oldfield, Phillips) | 21:47 |
| 2.  | Islands (producer: Oldfield, Tom Newman, Alan Shacklock)      | 4:20  |
| 3.  | Flying start (producer: Oldfield)                             | 3:37  |
| 4.  | North point (producer: Oldfield)                              | 3:33  |
| 5.  | Magic touch (producer: Oldfield, Geoffrey Downes)             | 4:14  |
| 6.  | The time has come (producer: Oldfield, Michael Cretu)         | 3:55  |
| 7.  | When the nights on fire (producer: Oldfield)                  | 6:40  |

| Nr. | Titel                    | Duur  |
| --- | ------------------------ | ----- |
| 1.  | The wind chimes (part 1) | 2:33  |
| 2.  | The wind chimes (part 2) | 19:14 |
| 3.  | Magic touch              | 4:14  |
| 4.  | The time has come        | 3:51  |
| 5.  | North point              | 3:31  |
| 6.  | Flying start             | 3:36  |
| 7.  | Islands                  | 4:19  |

## Ontvangst
Het album kreeg een lauwe ontvangst. De Nederlandse kranten maakten er eigenlijk geen melding van. De succesperiode van Oldfield met onder andere hitsingles was weer afgesloten. OOR's Pop-encyclopedie (versie 1993) bestempelde het als neigend naar muzak, mede als gevolg de draai die de muziekwereld had gemaakt. Wouter Bessels keek in 2012 voor Progwereld terug op het album en zag toch voornamelijk een herhaling aan zetten en overproductie in combinatie met gevoelsarme elektronische muziek.
Het vertaalde zich in noteringen in albumlijsten. Daar waar het vorige studioalbum nog diverse nummer-1 noteringen liet zien, bleef dat bij Islands achterwege. Gunstige uitschieters waren nog Zwitserland (nummer 4 in 14 weken), Duitsland (nummer 9 in 22 weken, toch meer dan 250.000 exemplaren verkocht) en Noorwegen (nummer 9 in 7 weken). Nederland bleef daarbij ver achter; het kwam in twee weken notering niet verder dan plaats 71. Hetzelfde beeld liet Engeland zien (vijf weken notering met hoogste plaats 29).
Tubular Bells · Hergest Ridge · Ommadawn · Incantations · Platinum · QE2 · Five miles out · Crises · Discovery · The Killing Fields · Islands · Earth Moving · Amarok · Heaven's open · Tubular Bells II · The songs of distant earth · Voyager · Tubular Bells III · Guitars · The Millennium Bell · Tr3s lunas · Tubular Bells 2003 · Light + Shade · Music of the Spheres · Man on the Rocks · Return to Ommadawn ·